# Eischen
Eischen (Luxemburgs: Äischen) is een plaats in de gemeente Habscht en het kanton Capellen in Luxemburg.

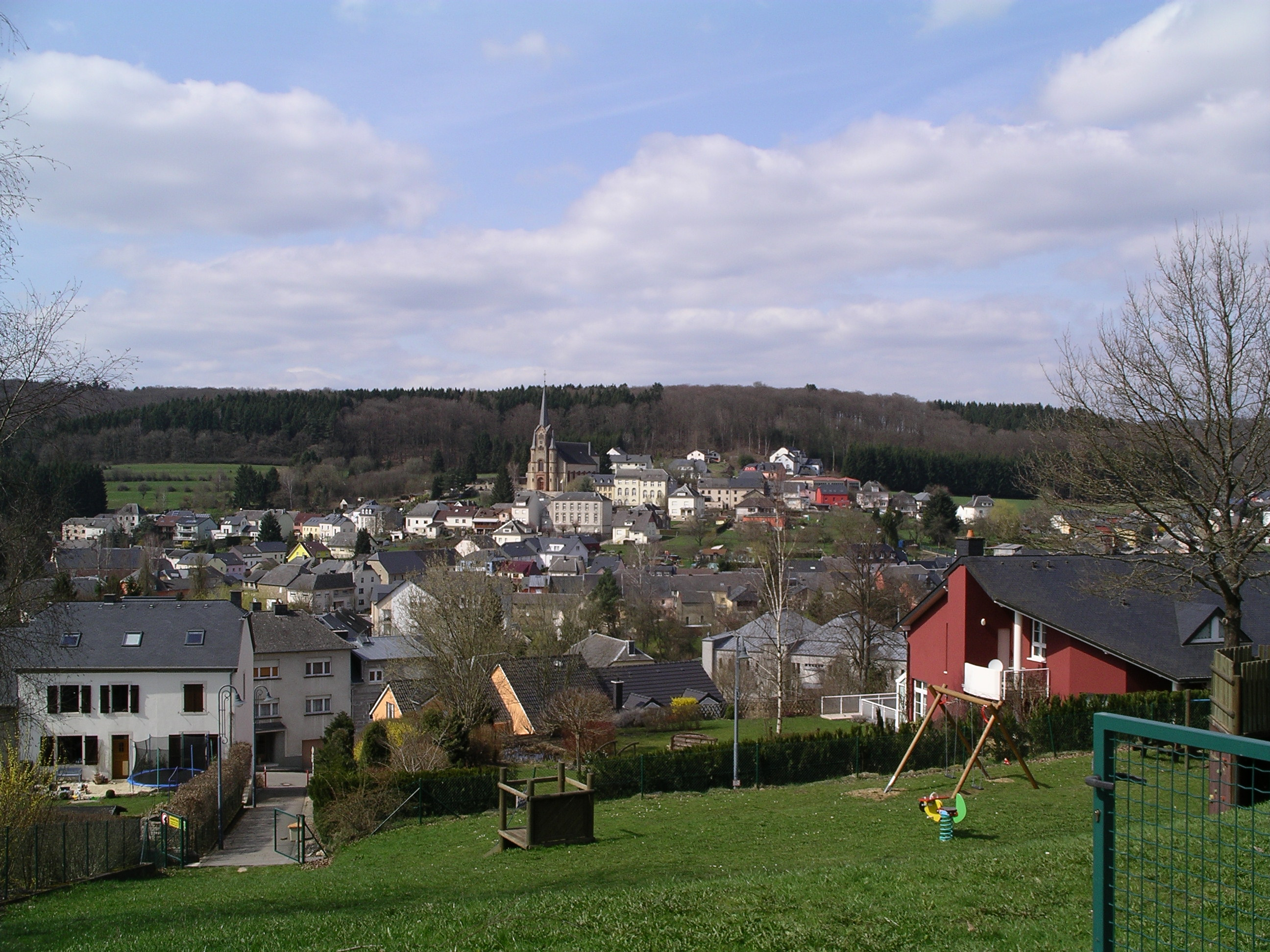

Eischen telt 1528 inwoners (2001).
Eischen · Greisch · Hobscheid · Roodt-sur-Eisch · Septfontaines

Luxemburgse gemeenten · Kanton Capellen · Luxemburg